# شهر (ایران باستان)

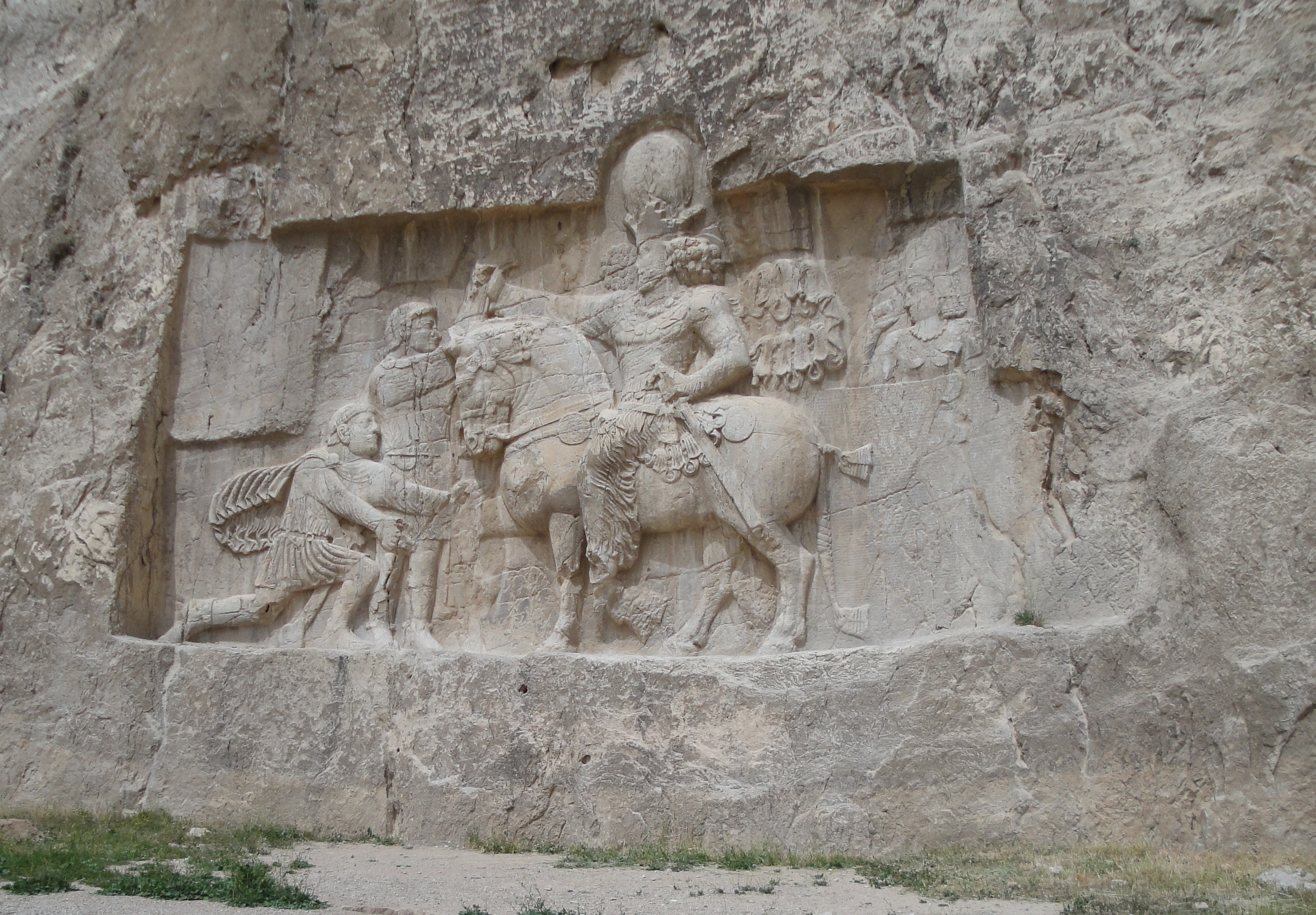
از دوران شاپور یکم (پیکره سمت راست، سوار بر اسب) واژه «ایرانشهر» جایگزین واژه ساده «شهر» شد.

شهر (پارسی باستان: xšaça، اوستایی: xšaθra، پهلوی: xšaθr، پارسی میانه اولیه: šaθr، پارسی میانه متاخر: šahr، بلخی: šatr) یک مفهوم سیاسی باستانیِ ایرانی و مزدایی و کم و بیش برابر با مفهوم نوین «دولت» است. در طبقه‌بندی سیاسی جوامع ایران باستان، شهر بالاتر از چهار مفهوم کلی نمانه (خانه)، ویس (دهکده)، زند (قبیله) و دهیو (کشور) قرار می‌گرفت. یک شهر می‌توانست چند کشور را شامل شود و خود نیز بخشی از یک شهر بزرگ‌تر باشد. به عنوان مثال نام رسمی شاهنشاهی هخامنشی، شهر بود اما این شاهنشاهی خود از چندین شهر کوچک‌تر تشکیل شده بود که به هر یک از آنان «شهربانی» (که در یونانی به شکل «ساتراپی» در آمده است) گفته می‌شد و برای اشاره به حاکم آن نیز از واژه «شهربان» (پارسی باستان: xšaçapāvan، یونانی و لاتین: satrápēs) استفاده می‌شد.
مفهوم شهر که یک ایده زرتشتی بود از ابتدای شکل‌گیری دولت‌های ایرانی در فلات تا سقوط شاهنشاهی ایران در اثر حمله مسلمانان ثابت ماند. در ابتدا تنها از واژه ساده شهر برای اشاره به دولت حاکم بر ایران استفاده می‌شد، اما در زمان شاپور یکم واژه «ایرانیان» (پارسی میانه: ērān) نیز به آن افزوده شد تا به شکل «شهر ایرانیان» یا با مفهوم امروزی‌تر، «شاهنشاهی ایرانیان» (پارسی میانه: ērānšahr) در آید. اما با سقوط ساسانیان این مفهوم نیز به فراموشی سپرده شد و خود این واژه نیز به تغییر معنایی دچار گردیده و امروزه در فارسی به معنای town به کار می‌رود. با این حال هنوز ردپای آن در واژه‌هایی مانند شهریار دیده می‌شود.
واژه شهر با واژه شاه از یک ریشه مشترک گرفته شده است.

## در سنگ‌نبشته‌ها
در سنگ‌نبشته‌های هخامنشی، شاهنشاهان ایرانی خود را «شاه کشورها» خوانده‌اند و از آنجایی که شاه و شهر دو مفهوم مرتبط هستند، این عنوان همزمان به دهیو و شهر اشاره دارد. با این حال، به نظر می‌رسد که مفهوم «زند» در این دوران فراموش گردیده بود و شهربانی‌ها جانشین طبقه سوم (بالاتر از دهکده و پایین‌تر از کشور) شده بودند.

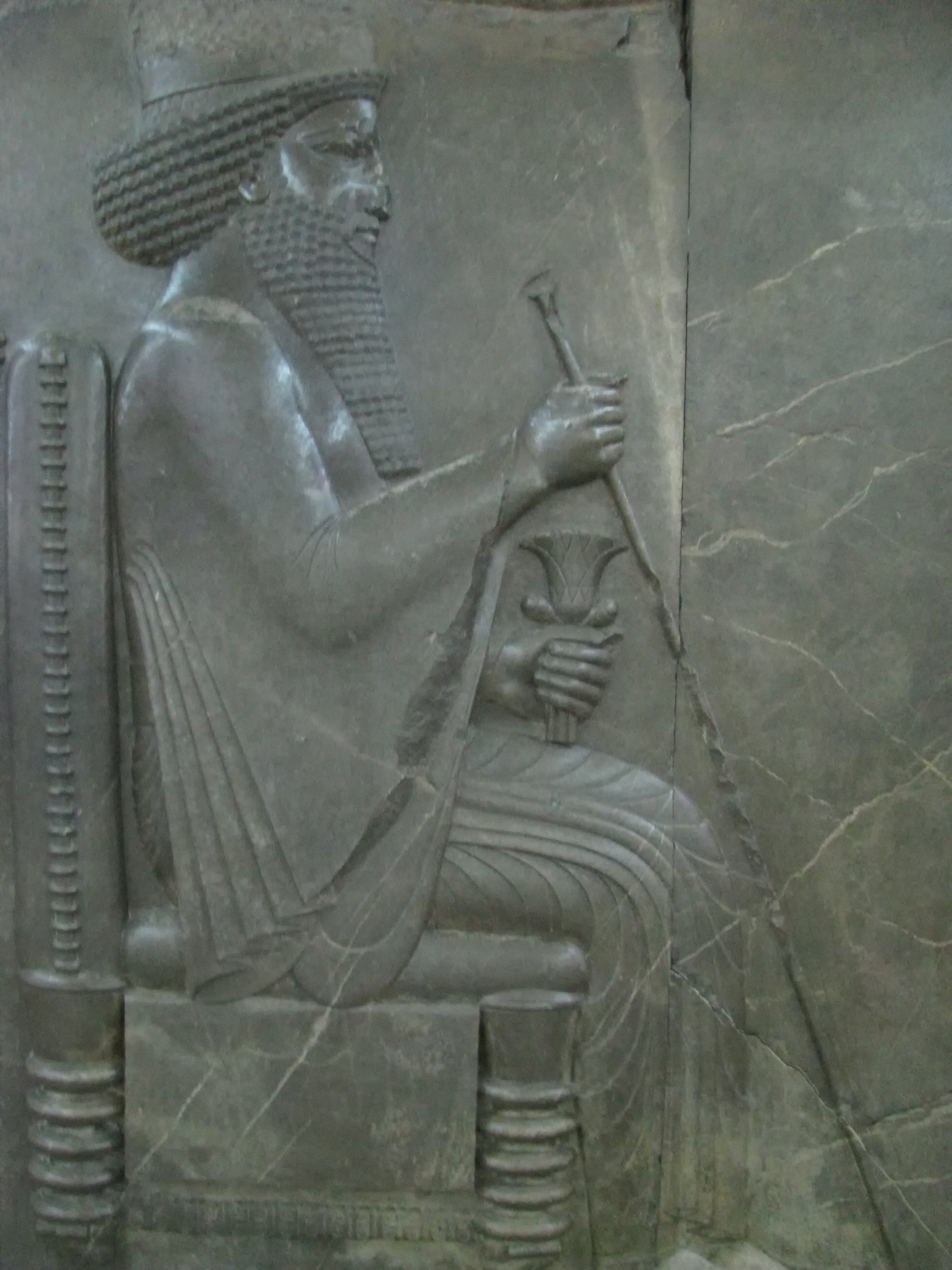
داریوش یکم نخستین کسی بود که خودش را «شاه کشورها» خواند.

## در اوستا
در اوستا، کیخسرو به عنوان نخستین کسی که کشورهای ایرانی را زیر پرچم یک شهر متحد کرد، ستوده شده است. در آبان‌یشت، بسیاری از جنگاوران ایرانی از آناهیتا درخواست می‌کنند که به آنان یاری رساند تا بتوانند «شهریار همه کشورها» شوند. در آبان‌یشت آمده:
کیخسر پهلوانِ سرزمین‌های ایرانی و استواردارنده کشور، در کرانه دریاچه ژرف و پهناور «چیچست»، صد اسب و هزار گاو و ده‌هزار گوسفند، او را پیشکش آورد و از وی خواستار شد:
ای اردویسور آناهیتا! ای نیک! ای تواناترین!
مرا این کامیابی ارزانی‌دار که من بزرگ‌ترین شهریار همه کشورها شوم؛ که بر همه دیوان و مردمان و جادوان و پریان و «کوی»ها و «کرپ»های ستمکار چیرگی یابم؛ که من در درازنای راه تاخت و تاز، همیشه در تکاپو پیش از همه گردونه‌ها برانم؛ که من و رزم‌آورانم - هنگامی که دشمن تباهکار بدخواه، سواره به رزم ما شتابد - به دام او نیفتیم.— اوستا، آبان‌یشت، ۵۰

## در شاهنامه
در شاهنامه، فردوسی در برخی از بیت‌ها واژه ایرانشهر را به شکل «شهر ایران» آورده است. مشخص نیست که او با این مفهوم آشنایی داشته یا خیر. به هر حال بسیار بعید است که به جز زرتشتی‌ها، در این دوران کسی با طبقات سیاسی جوامع باستانی ایرانی آشنا بوده باشد. به عنوان مثال، در یکی از بخش‌های شاهنامه با عنوان «نامه کاووس به افراسیاب»، افراسیاب در پاسخ به شاه ایران می‌گوید:
| چنین گفت که ایران دو رویه مراست |  | بباید شنیدن سخن‌های راست |
| که پور فریدون نیای من‌ست         |  | همه شهر ایران سرای من‌ست |